# Mediobanca
Mediobanca est une banque d'investissement italienne fondée en 1946 à l'initiative de Raffaele Mattioli (à l'époque directeur général de la Banca Commerciale Italiana) et d'Enrico Cuccia pour faciliter la reconstruction de l'industrie italienne après la Seconde Guerre mondiale. Cuccia a dirigé Mediobanca de 1946 à 1982. Aujourd'hui, c'est un groupe bancaire international avec des bureaux situés à Milan, Londres, Madrid, Luxembourg, New York et Paris.
Aujourd’hui, le Groupe Mediobanca est un groupe bancaire diversifié composé de quatre divisions d'activité : Gestion du Patrimoine, Banque d'Affaires et d'Investissement, Finance à la Consommation et Assurance. Le secteur de la Gestion du Patrimoine, dont le lancement en 2016 a redéfini la stratégie du groupe, a enregistré les taux de croissance les plus élevés au deuxième semestre 2023 et devrait devenir dans le 2026 la première activité en termes de revenus de commissions et la deuxième en termes de revenus. Par la mise en œuvre du Plan Stratégique à l'horizon 2026 " One Brand One Culture ", Mediobanca se positionnera en tant que "gestionnaire de patrimoine" en s'appuyant sur les synergies internes du Groupe et sur l'activité traditionnelle de banque d'investissement pour servir cette nouvelle proposition de valeur.
La filiale française de Mediobanca se spécialise dans le domaine des fusions-acquisitions (M&A), où elle rivalise avec Lazard ou Rothschild grâce à l'avantage compétitif de son bilan (75 milliards d'euros) et aspire à se positionner comme conseiller privilégié des entreprises du CAC40 et du SBF 120. L'équipe parisienne compte actuellement une dizaine de banquiers (Corporate Lending et Structured Finance), qui collaborent notamment avec Carlos Domingues, directeur général et représentant de Mediobanca en France, ainsi que Filippo Lo Franco, directeur général et co-responsable du bureau parisien.
L'entreprise est inscrite à l'indice FTSE MIB de la Bourse de Milan et est membre de l'indice Standard Ethics des banques italiennes.
Mediobanca a été désignée comme une Institution Significative depuis l'entrée en vigueur de la Supervision Bancaire Européenne fin 2014, et en conséquence,, est directement supervisée par la Banque Centrale Européenne,.

## Histoire
Mediobanca a été fondée en 1946 par Enrico Cuccia. L'objectif premier de la banque était de faciliter la reconstruction de l'Italie et de son économie au lendemain de la Seconde Guerre mondiale.
Dans un premier temps, spécialisée dans les prêts à moyen terme, elle connaîtra ensuite une forte expansion avec ses activités de crédit-bail, de factoring, de crédit à la consommation, au financement du secteur immobilier et dans la gestion de patrimoine. Elle sera l'une des premières banques d'affaires italiennes et occupe une très bonne place sur le marché international.
Pendant de très nombreuses années elle fut dirigée par son fondateur Enrico Cuccia, d'abord comme Administrateur Délégué puis comme Président honoraire. Il était commun d'assimiler la personne avec la banque et inversement. Après son décès en 2000, les actionnaires de la banque ont, pour la première fois dans l'histoire de la banque, mis en minorité le management. Grâce à un accord entre Unicredit, Capitalia et Vincent Bolloré le successeur de Cuccia, Vincenzo Maranghi a dû démissionner en avril 2003, lui qui avait été pendant près de quarante ans son assistant. Cet évènement unique marquait la fin d'une ère révolue chez Mediobanca.
La fusion de Capitalia avec Unicredit a rapporté dans les caisses de cette dernière une participation complémentaire de 9 % du capital de Mediobanca qui s'ajoute aux 9 % qu'elle possédait déjà. Pour éviter de trop modifier les équilibres au sein du pacte d'actionnaires qui contrôle Mediobanca, Unicredit s'est engagé à céder aux autres membres une part au prorata de leur engagement.
En 2001, le partenariat entre Mediobanca et Banca Mediolanum a donné naissance à Banca Esperia, un projet lancé au sein de Mediobanca et conçu à partir d'une intuition d'Alberto Nagel avec l’objectif d'offrir aux clients entrepreneurs de l'institution un soutien dans la gestion de la liquidité découlant des opérations extraordinaires réalisées par la division Banque d'Affaires et d'Investissement de l'institution,.
Banca Esperia a posé les bases pour le lancement de la Banque Privée de Mediobanca. La division au service des grandes familles entrepreneuriales italiennes de Mediobanca a été officiellement établie en décembre 2017, après l'acquisition de la participation de 50 % détenue par Banca Mediolanum et avec la fusion ultérieure par incorporation de Banca Esperia au sein de Mediobanca.
L'ambition de cette division était précisément celle imaginée par Nagel à la fin des années 1990 : devenir la première Banque Privée et d'Investissement en Italie, un modèle qui est désormais également très estimé par la communauté financière,.
Avec le lancement de CheBanca! en 2008, une banque native digitale, Mediobanca a élargi son modèle de financement en accédant à d'importants flux de dépôts. Dans les 15 années suivantes, CheBanca! a créé et exploité un modèle de distribution multicanal (Internet, centres d'appels, agences) pour fournir des services de Gestion du Patrimoine aux ménages italiens.
À partir du plan stratégique 2016-2019, Mediobanca a tracé une nouvelle voie de croissance pour CheBanca!, en mettant de plus en plus l'accent sur la gestion des économies et des investissements des Italiens.  Un similaire positionnement a joué un rôle de plus en plus pertinent dans les plans stratégiques qui ont suivi, notamment dans le plan stratégique 2023-2026 "Une Marque, Une Culture", dans lequel la croissance de la division Gestion du Patrimoine a été définie comme un objectif prioritaire pour le Groupe.
Conformément aux orientations stratégiques, en janvier 2024, Mediobanca a lancé Mediobanca Premier, une nouvelle banque du Groupe spécialisée dans la gestion de patrimoine et dans les investissements pour les ménages italiens, qui combine et valorise deux des actifs fondamentaux du Groupe : d'une part, l'expertise acquise par Mediobanca au cours de plus de 70 ans d'activité sur les marchés aux côtés des entreprises, et d'autre part, l'héritage de CheBanca!.
En janvier 2025, Monte dei Paschi annonce lancer une offre d'acquisition de 13,3 milliards d'euros sur Mediobanca, avec l'accord du gouvernement et alors que deux de ses principaux actionnaires sont également actionnaires de Mediobanca.

## Succursales internationales
Les activités internationales de Mediobanca se caractérisent par la présence transversale sur le marché européen de la division Banque d'Affaires et d'Investissement, qui a également été consolidée par plusieurs acquisitions à l'étranger.
Mediobanca a renforcé son présidium en France et a commencé le développement d'une plateforme paneuropéenne de Banque d'Affaires et d'Investissements en 2019 avec l'acquisition de Messier Maris & Associés, une banque d'investissement basée à Paris avec des bureaux à New York, comptant une équipe de 40 professionnels. La plus récente acquisition, en mai 2023, fut celle d'Arma Partners, une entreprise basée au Royaume-Uni qui est leader sur le marché de l'économie numérique pour le conseil dans le contexte des transactions de fusions et acquisitions.
Sur le marché de la Gestion du Patrimoine, Mediobanca opère dans des zones internationales proches de la France avec CMB Monaco, leader sur le marché de la banque privée à Monaco. La présence internationale de Mediobanca dans l'industrie de la Gestion du Patrimoine comprend également les sociétés de gestion d'actifs Polus Capital Management (spécialisée dans les stratégies de crédit alternatif lancées en 2022 à la suite de la combinaison stratégique de deux gestionnaires de crédit européens leaders,  Cairn Capital – acquis en 2015 - et Bybrook Capital - acquis en 2021) et RAM Active Investments (opérateur en actions systématiques acquis en 2017).
Parmi les acquisitions dans la Gestion du Patrimoine, l'acquisition (réalisée par la filiale CheBanca!) de certaines opérations commerciales de détail de Barclays Italie, transaction annoncée en 2016, a renforcé le positionnement de CheBanca! dans la gestion d'investissement.
Mediobanca a également commencé la diversification géographique de la division Finance à la Consommation du Groupe en 2023, en prenant une participation de 100 % dans HeidiPay Switzerland AG, une entreprise fintech spécialisée dans le Buy Now Pay Later (achète maintenant, paie plus tard) . Cette opération a renforcé les activités du Groupe dans le secteur BNPL ainsi que l'acquisition en 2022 de la société fintech italienne Soisy.

## Affaires
La structure commerciale de Mediobanca aujourd'hui se compose de quatre domaines spécialisés : Gestion du Patrimoine, Banque d'Affaires et d'Investissement, Finance à la Consommation et Assurance.  
À partir de 2003, Mediobanca a simplifié la structure du groupe en se désengageant des participations en actions non stratégiques héritées de la gestion historique ; en 2019, les revenus des participations en actions se réfèrent principalement à la part dans Assicurazioni Generali.
La division Gestion du Patrimoine (25 % des revenus du Groupe) est segmentée comme suit :
- Les clients Affluent & Premier sont gérés par Mediobanca Premier ;
- le segment Banque Privée, HNWI & UHNWI est géré par Mediobanca Banque Privée, CMB Monaco (leader à Monaco) ;
- la plateforme de Gestion d'Actifs est composée des filiales Mediobanca SGR, Polus Capital (basées à Londres et New York) et RAM Active Investments (basée en Suisse) ;
- les services fiduciaires sont gérés par la filiale Spafid S.p.A.[31]

Mediobanca est active dans la Banque d'Affaires et d'Investissement (22 % des revenus), directement et par le biais de filiales (en particulier Messier & Associés, basée à Paris, et Arma Partners, basée à Londres avec des bureaux dans la Principauté de Monaco), couvrant les domaines suivants : services financiers pour les entreprises et en particulier dans les fusions et acquisitions (M&A), le marché des capitaux, le prêt aux entreprises et les services de trading.
La division Finance à la Consommation (34 % des revenus) est principalement constituée de la société filiale Compass Banca S.p.A.
Conformément à la politique de durabilité du Groupe, à la fin de l'exercice 2022-23, Mediobanca a sélectionné 100 pour cent de nouveaux investissements en gestion d'actifs en utilisant à la fois des critères ESG (environnementaux, sociaux et de gouvernance) et financiers, et a obtenu 100 pour cent de son approvisionnement énergétique à partir de ressources renouvelables. Mediobanca a également atteint la neutralité climatique en 2023, en adhérant au programme de l'Alliance Bancaire pour le Net-Zéro parrainée par l'ONU, à laquelle le Groupe participe.
En juillet 2023, Mediobanca a créé une coentreprise avec Founders Factory, un studio de création et accélérateur de startups basé à Londres et leader dans le secteur de la fintech, dans le but d'investir dans le développement de 35 entreprises innovantes dans le secteur des services financiers.

## Actionnaires
Lors de la constitution de la banque en 1946, le capital de la banque était détenu par :
- Banca Commerciale Italiana : 35 %
- Credito Italiano : 35 %
- Banco di Roma : 30 %

En 1958 la répartition était :
- Banca Commerciale Italiana : 24 %
- Credito Italiano : 24 %
- Banco di Roma : 20 %
- Petits actionnaires : 28 %
- Privés : 4 %

En 1982 :
- Banca Commerciale Italiana : 9 %
- Credito Italiano : 9 %
- Banco di Roma : 7 %
- Privés : 25 %
- Petits actionnaires : 50 %

En octobre 2023, la structure actionnariale  est la suivante :
- Delfin S.à r.l. 19.74%
- Accord de consultation 10.98%[35]
- Caltagirone Group 9.98%
- BlackRock 4.16%
- Mediolanum Group 3.45%
- Investisseurs institutionnels et particuliers 59.3%

## Participations détenues
En 1982, les principales participations de Mediobanca étaient :
- Montedison : 18 %
- Caffaro : 16 %
- Gemina 12,66 %
- Pirelli : 12 %
- SNIA : 11 %
- Fondiaria : 10 %
- Falck : 5,4 %
- Generali : 5 %
- SME : 4 %
- Fiat Holding SpA : 3 %
- Olivetti : 2 %

Actuellement Mediobanca détient des participations importantes dans Generali: 13,13% et les éditions Rizzoli-Corriere della Sera (RCS) : 9,93%.